# Mont Malartic
Mont Malartic är ett berg i Mauritius.   Det ligger i distriktet Rodrigues, i den östra delen av landet, 600 km öster om huvudstaden Port Louis. Toppen på Mont Malartic är 386 meter över havet. Mont Malartic ligger på ön Rodrigues.
Terrängen runt Mont Malartic är kuperad österut, men västerut är den platt.  Närmaste större samhälle är Port Mathurin, 3,8 km nordväst om Mont Malartic. Omgivningarna runt Mont Malartic är en mosaik av jordbruksmark och naturlig växtlighet.